# 1919 w literaturze
Wydarzenia literackie w 1919 roku.

## Wydarzenia
- polskie
  - Jasieński, Młodożeniec i Czyżewski zakładają "Niezalegalizowany Klub Futurystów Pod Katarynką".
- zagraniczne
  - w Berlinie założono wydawnictwo Walter de Gruyter und Co.

## Nowe książki
- polskie
  - Stefan Grabiński – Demon ruchu
  - Juliusz Kaden-Bandrowski – Łuk
  - Włodzimierz Perzyński – Tryumfator
  - Władysław Reymont – Za frontem
  - Stefan Żeromski – Charitas

- zagraniczne
  - Sherwood Anderson – Miasteczko Winesburg (Winesburg, Ohio)
  - John Reed – Dziesięć dni, które wstrząsnęły światem (Ten Days that Shook the World)
  - Romain Rolland – Colas Breugnon
  - Lamed Szapiro  – Żydowskie królestwo (Di jidysze meluche)
  - William Somerset Maugham – Księżyc i miedziak (The Moon and Sixpence)
  - Virginia Woolf – Night and Day

## Nowe dramaty
- polskie
  - Włodzimierz Perzyński – Polityka

## Nowe poezje
- polskie
  - Kazimierz Wierzyński –  Wiosna i wino
  - Jarosław Iwaszkiewicz – Oktostychy
  - Antoni Słonimski – Czarna wiosna
- zagraniczne
  - T.S. Eliot - Ara Vos Prec
  - Ezra Pound - Quia Pauper Amavi

## Nowe prace naukowe
- polskie
  - Florian Znaniecki – Rzeczywistość kulturowa (Cultural Reality)
- zagraniczne
  - Johan Huizinga – Jesień Średniowiecza (Herfsttij der Middeleeuwen)
  - John Maynard Keynes – The Economic Consequences of the Peace

## Urodzili się
- 1 stycznia
  - Daniił Granin, rosyjski pisarz (zm. 2017)
  - J.D. Salinger, amerykański pisarz (zm. 2010)
- 7 stycznia – Robert Duncan, amerykański poeta (zm. 1988)
- 12 stycznia – Jan Józef Szczepański, polski pisarz, reporter i tłumacz (zm. 2003)
- 19 stycznia – Joan Brossa, kataloński poeta awangardowy (zm. 1998)
- 21 stycznia – Stanisława Fleszarowa-Muskat, polska pisarka (zm. 1989)
- 4 lutego – Krystyna Berwińska, polska pisarka i tłumacz (zm. 2016)
- 8 lutego – Mimi Malenšek, słoweńska pisarka i tłumaczka (zm. 2012)
- 14 lutego – David Kyle(inne języki), amerykański pisarz s-f (zm. 2016)
- 16 lutego – Natalia Rolleczek, polska pisarka (zm. 2019)
- 3 marca – Peter Henry Abrahams, południowoafrykański prozaik (zm. 2017)
- 8 marca – Józef Ozga-Michalski, polski pisarz i poeta (zm. 2002)
- 24 marca – Lawrence Ferlinghetti, amerykański poeta (zm. 2021)
- 16 kwietnia – Włodzimierz Krzemiński, polski poeta i prozaik (zm. 2011)
- 22 kwietnia – Edith L. Tiempo, filipińska pisarka i poetka (zm. 2011)
- 28 kwietnia – Leszek Prorok, polski pisarz, eseista, dramaturg (zm. 1984)
- 20 maja – Gustaw Herling-Grudziński, polski pisarz, publicysta, prozaik (zm. 2000)
- 7 czerwca – Roger Borniche, francuski pisarz (zm. 2020)
- 16 czerwca – Anna Wimschneider, niemiecka pisarka (zm. 1993)
- 15 lipca – Iris Murdoch, irlandzko-brytyjska pisarka (zm. 1999)
- 18 lipca – Lech Paszkowski, polski pisarz i publicysta (zm. 2013)
- 19 lipca – Robert Pinget, francuski pisarz (zm. 1997)
- 26 lipca – Kazimierz Koźniewski, polski prozaik, eseista, reportażysta (zm. 2005)
- 31 lipca – Primo Levi, włoski pisarz i chemik (zm. 1987)
- 1 sierpnia – Stanley Middleton, angielski pisarz (zm. 2009)
- 4 sierpnia – Michel Déon, francuski pisarz, eseista, nowelista (zm. 2016)
- 30 sierpnia – Jiří Orten, czeski poeta (zm. 1941)
- 7 września – Michael Guttenbrunner, austriacki pisarz i poeta (zm. 2004)
- 13 września – George Weidenfeld, brytyjski wydawca (zm. 2016)
- 23 września – Madhav Prasad Ghimire, nepalski poeta (zm. 2020)
- 26 września – Matilde Camus, hiszpańska poetka (zm. 2012)
- 30 września – Geworg Emin, armeński poeta, eseista i tłumacz (zm. 1998)
- 5 października – Vojtech Zamarovský, słowacki prozaik (zm. 2006)
- 10 października – Stanisław Stampf’l, polski literat (zm. 1980)
- 22 października – Doris Lessing, angielska pisarka, noblistka (zm. 2013)
- 23 października – Tadeusz Jabłoński, polski dziennikarz i pisarz (zm. 2019)
- 3 listopada – Květa Legátová, czeska pisarka (zm. 2012)
- 6 listopada – Sophia de Mello Breyner, portugalska pisarka (zm. 2004)
- 9 listopada – Marian Pankowski, polski poeta, prozaik, dramaturg, krytyk literacki i tłumacz (zm. 2011)
- 26 listopada – Frederik Pohl, amerykański pisarz i redaktor science fiction (zm. 2013)
- 21 grudnia – Ivan Blatný, czeski poeta (zm. 1990)
- 31 grudnia – Abd al-Karim Ghallab, marokański powieściopisarz (zm. 2017)

## Zmarli
- 8 stycznia – Peter Altenberg, austriacki pisarz modernistyczny (ur. 1859)
- 11 stycznia – Kazimierz Zalewski, polski dramatopisarz i publicysta (ur. 1849)
- 27 stycznia – Endre Ady, węgierski poeta (ur. 1877)
- 5 lutego – William Michael Rossetti, angielski krytyk i pisarz (ur. 1829)
- 14 lutego – Wiktor Gomulicki, pisarz i publicysta (ur. 1848)
- 6 maja – L. Frank Baum, amerykański pisarz (ur. 1856)
- 17 maja – Guido von List, austriacki pisarz (ur. 1848)
- 21 maja – Victor Segalen, francuski poeta i pisarz (ur. 1878)
- 24 maja – Amado Nervo, meksykański poeta (ur. 1970)
- 1 czerwca – Hedwig Dohm, niemiecka pisarka (ur. 1831)
- 6 sierpnia – Ada Langworthy Collier, amerykańska poetka (ur. 1843)
- 31 sierpnia – Johann Sigurjonsson, islandzki dramatopisarz i poeta (ur. 1880)
- 12 września – Leonid Andriejew, rosyjski pisarz i dramaturg (ur. 1871)
- 6 października – Ricardo Palma, peruwiański pisarz (ur. 1833)
- 8 października – Eugène Demolder, belgijski pisarz (ur. 1862)
- 13 października – Karl Gjellerup, duński poeta, dramaturg i powieściopisarz, laureat Nagrody Nobla (ur. 1857)
- 30 października – Ella Wheeler Wilcox, amerykańska poetka (ur. 1850)
- 14 listopada – Peter Bohinjec, słoweński poeta, dramatopisarz, publicysta i pisarz (ur. 1864)
- 22 grudnia – Sarah Morgan Bryan Piatt, amerykańska poetka (ur. 1836)

## Nagrody
- Nagroda Nobla – Carl Spitteler